# Largentière
Largentière (L'Argentièira trong tiếng Occitan) là một xã ở tỉnh Ardèche, vùng Auvergne-Rhône-Alpes ở đông nam nước Pháp.